# Florida State Road 3
Die Florida State Road 3 (kurz FL 3) ist eine State Route im US-Bundesstaat Florida.
Sie stellt die südliche Zufahrt zum Kennedy Space Center auf Merritt Island im Brevard County dar.
Das südliche Ende der Straße befindet sich bei Cocoa an der Kreuzung mit der State Road 520. Mit knapp 20 Kilometern ist sie die kürzeste State Route in Florida mit einer einstelligen Nummer.